# Aegonychon purpurea-coeruleum
Aegonychon purpurea-coeruleum là loài thực vật có hoa trong họ Mồ hôi. Loài này được Holub. mô tả khoa học đầu tiên.